# کارل میلر
 کارل میلر (انگلیسی: Karl Meiler؛ ۳۰ آوریل ۱۹۴۹ – ۱۷ آوریل ۲۰۱۴) یک تنیس‌باز اهل آلمان غربی بود. 